# Sohnstedt
Sohnstedt ist ein Dorf südöstlich von Erfurt im Kreis Weimarer Land und ist seit dem 31. Dezember 2019 eine Ortschaft der neugegründeten Landgemeinde Grammetal. Zuvor war der Ort ein Ortsteil der ebenfalls inzwischen aufgelösten Gemeinde Mönchenholzhausen. Gegenüber dem Jahr 1989 hat sich die Einwohnerzahl inzwischen nahezu verdoppelt. Zu den damals bestehenden 36 Gebäuden kamen, Stand 2013, inzwischen 24 Wohngebäude hinzu.

## Geographie

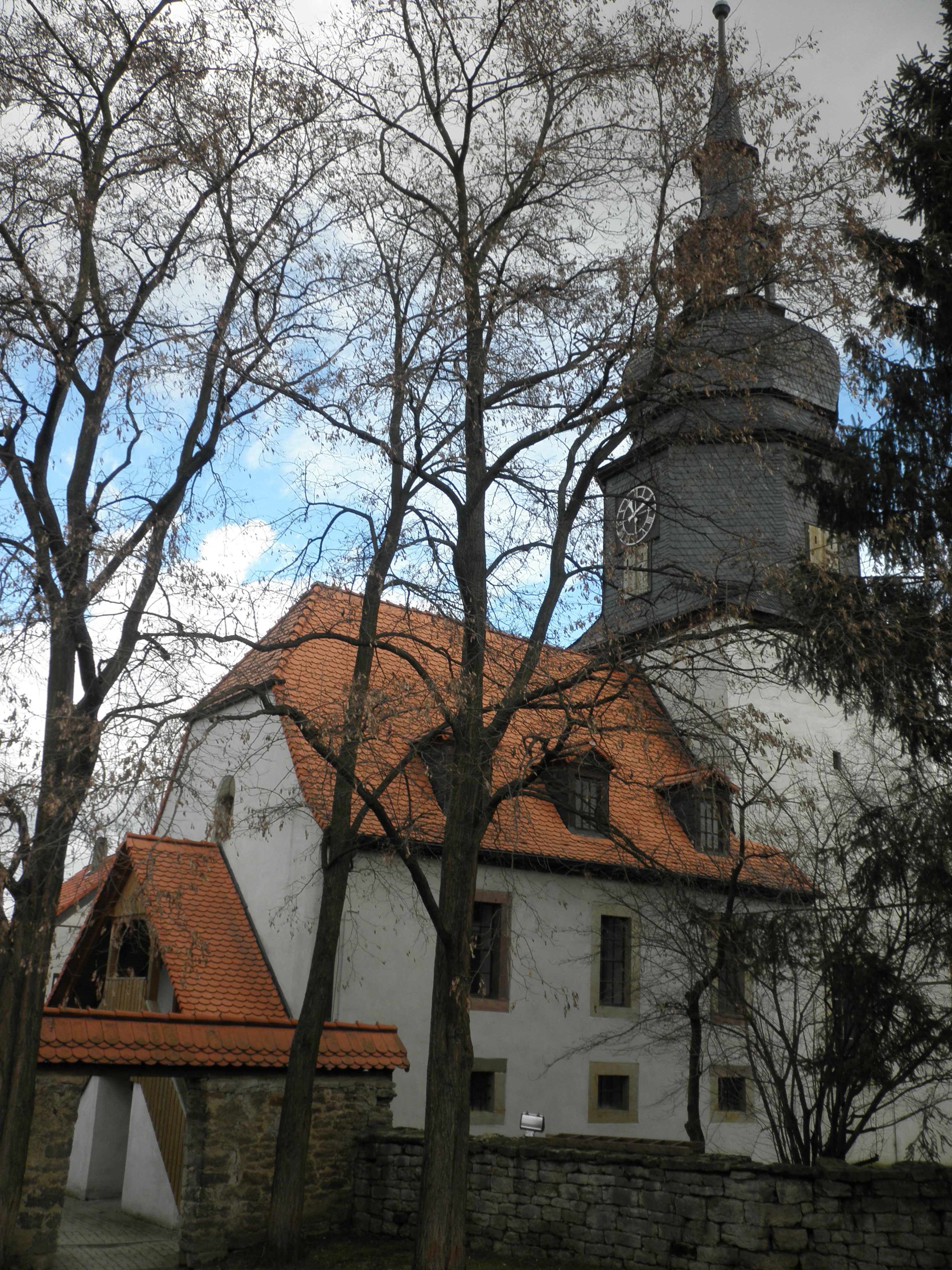
Kirche

Die Ortschaft liegt wie Obernissa auf einem flachen Höhensattel etwa 350 m über NN. Die Böden liegen auf Muschelkalk und Keuper. Der Vieselbach entspringt in der Gemarkung Sohnstedt. Südlich der Gemarkung des Dorfes beginnt eine leicht hügelige Landschaft mit Feldern, Wiesen und Wäldern und auch einem ausgedehnten Waldgebiet, durch das die Autobahn A4 verläuft.

## Geschichte
Für das Umland von Sohnstedt ist eine Besiedlung ab etwa 4000 v. Chr. durch Vertreter der Bandkeramiker-Kultur nachgewiesen.
Die urkundliche Ersterwähnung des ländlich geprägten Ortes war zwischen 842 und 856. Der Ort gehörte ab 1343 als Teil der Grafschaft Vieselbach zum Gebiet der Stadt Erfurt. Seit der Verwaltungsreform von 1706 gehörte er zum Amt Tonndorf. 1802 kam Sohnstedt mit dem Erfurter Gebiet zu Preußen und zwischen 1807 und 1813 zum französischen Fürstentum Erfurt. Mit dem Wiener Kongress kam der Ort 1815 mit dem Amt Tonndorf zum Großherzogtum Sachsen-Weimar-Eisenach (Amt Vieselbach), zu dessen Verwaltungsbezirk Weimar er ab 1850 gehörte.

## Sehenswürdigkeiten
Zu den Sehenswürdigkeiten der Gemeinde zählt die Kirche. Das Gotteshaus besitzt einen Turm mit verschieferter Barockhaube, das Langhaus ist mit einem Krüppelwalm und Satteldachgauben versehen, am Hauptportal wurde die Jahreszahl 1717 – als Baudatum angebracht, die Fassade besitzt einen überdachten Emporenaufgang, er führt zu einer umlaufenden Doppelempore mit bemalten Brüstungsfeldern. Die untere Zone zeigt Szenen aus dem Leben und Leiden Christi, an Westseite auch alttestamentliche Bildmotive, in oberer Zone erkennt man zwölf Apostel umgeben von musizierenden Engeln. Im Turm läutet die Glocke op. 595 der Firma Gebrüder Ulrich (Apolda) aus dem Jahr 1873.

## Wirtschaft
Der Ort ist traditionell landwirtschaftlich geprägt.